# Церква Святої Марії (Любек)
53°52′04″ пн. ш. 10°41′06″ сх. д. / 53.8677° пн. ш. 10.685° сх. д.
Церква святої Марії в Любеку (Марієнкірхе, нім. Lübecker Marienkirche) — найвідоміший храм міста Любека, символ влади і добробуту ганзейського міста та головна окраса любекського «Староградського острова» (нім. Altstadtinsel). Марієнкірхе разом з усім старим містом Любека є об'єктом Світової культурної спадщини ЮНЕСКО (з 1987 року).
Любекська Марієнкірхе була споруджена в 1250—1350 роках. Ця церква зіграла величезну роль у розвитку місцевої архітектури. Її називають «матір'ю північно-німецької цегляної готики», адже вона послужила взірцем для 70 храмів у цьому стилі в балтійському регіоні. Склепіння любекської Марієнкірхе є найвищими в світі для цегляних церков і становить 38,5 м.

## Історія спорудження

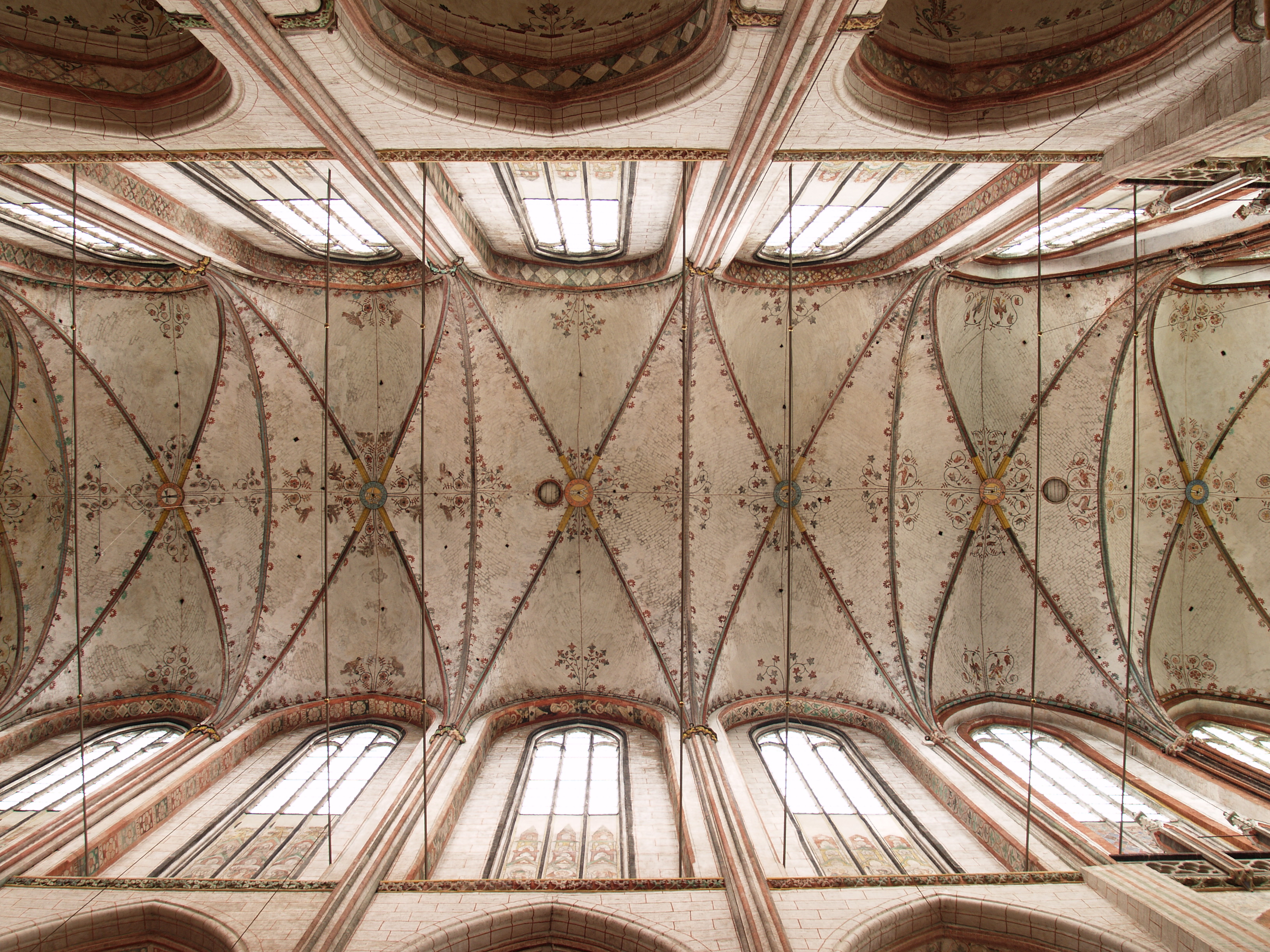
Склепіння церкви

На місці Марієнкірхе раніше стояла дерев'яна церква часів першої німецької колонізації, а після повторного заснування міста в 1156 році з'явилася романська цегляна церква, яка до початку XIII ст. як за своїми розмірами, так і за репрезентативністю перестала відповідати вимогам незалежного та процвітаючого купецтва. Романські скульптури з цієї романської церкви нині демонструються в любекському монастирі Святої Анни.
Зразком для нової тринефної базиліки в Любеку послужили готичні собори Франції та Фландрії, побудовані з природного каменю. Марієнкірхе є одним із найяскравіших прикладів сакральної споруди в стилі цегляної готики і послужила прикладом для наслідування для багатьох церков в Балтійському регіоні (наприклад, церков Святого Миколая в Штральзунді та Вісмарі).

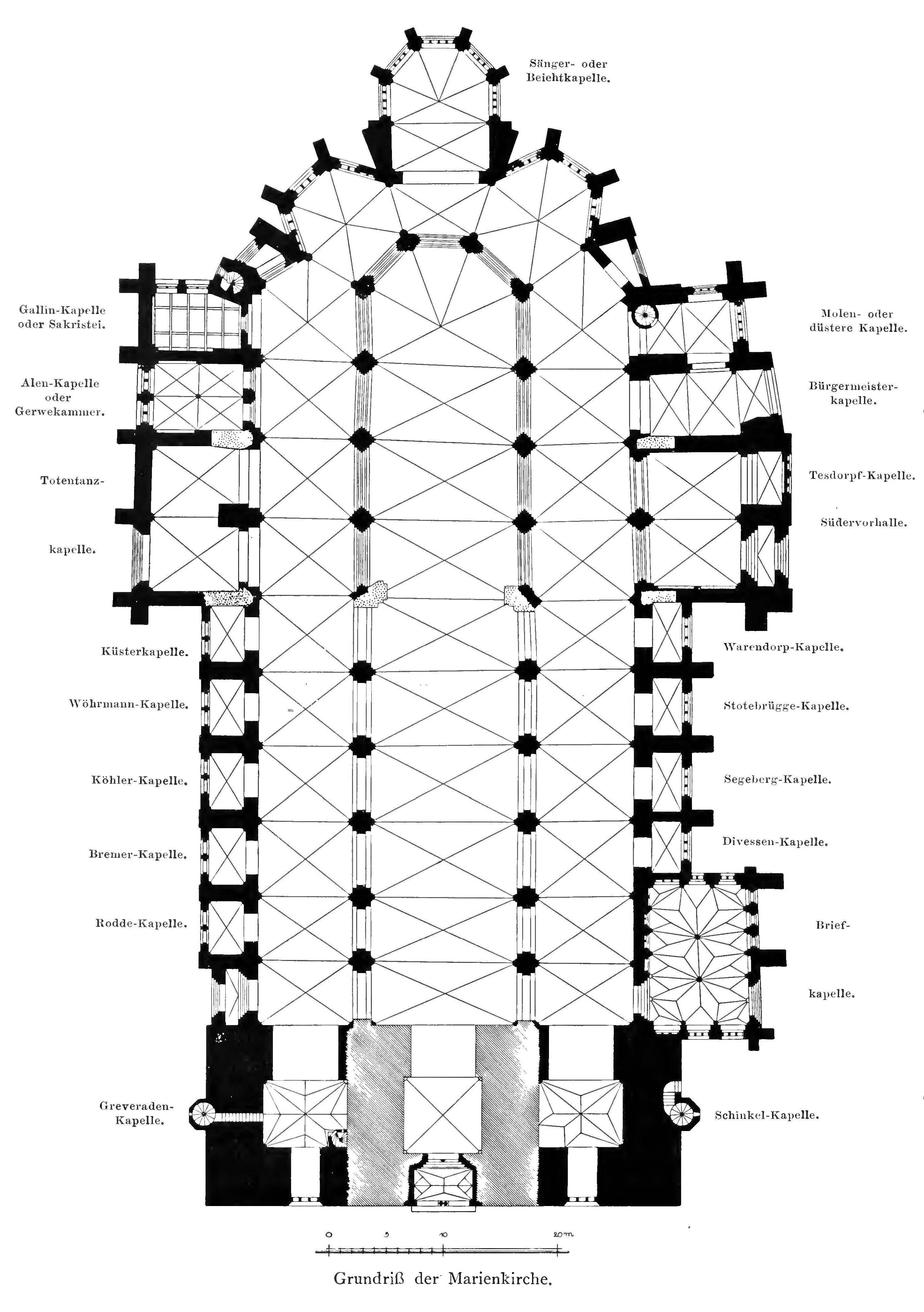
План церкви (1906)

До 1310 року зі сходу від південної вежі була прибудована «Писарська каплиця»". Вона поєднувала в собі функції притвора й капели та була прикрашена порталом, Ця капела служила другим головним входом в церкву з боку Ринкової площі Любека. Імовірно вона була присвячена Св. Анні і свою сучасну назву отримала після Реформації, коли в неї в'їхали писарі. Капела з зірчастим склепінням (12 м х 8 м х 12 м) вважається шедевром високої готики. Її часто порівнюють зі зразками англійської Соборної готики і капітульним залом замку Марієнбург Тевтонського ордена в Мальборку. Нині в Писарській капелі проходять парафіяльні служби в зимовий період (з січня по березень).
1390 року в південно-східній частині деамбулаторія міська влада спорудила власну капелу — «Бургомістерську», яка вирізняється зовні поєднанням в кладці глазурованої та неглазурованої цегли. Тут проходили церемонії вступу на посаду обраних членів міської ради. На верхньому поверсі капели зберігалися особливо важливі цінності міста: міські привілеї, грамоти, договори та інші документи міської ради. Ця частина церкви і досі знаходиться у власності міста.
Всього Церква святої Марії налічує дев'ять великих бічних капел і десять малих похоронних капел, названих за прізвищами членів любекської міської ради.

## Руйнування й відбудова

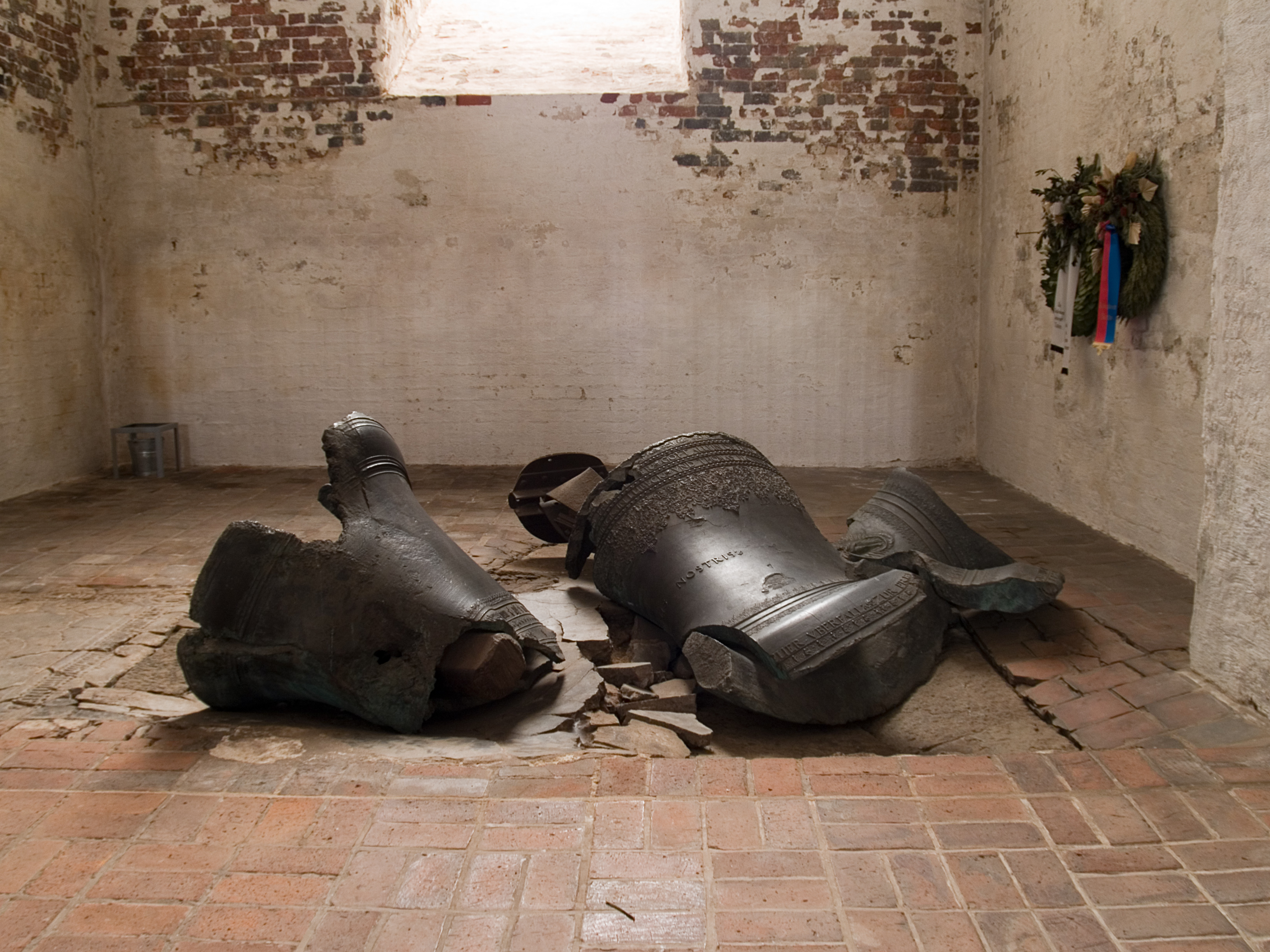
Уламки двох дзвонів на підлозі південної вежі

У ніч на вербну неділю з 28 на 29 березня 1942 року любекська Марієнкірхе, як і любекський собор та церква Святого Петра, практично повністю вигоріла під час повітряного нальоту на Любек, в якого було зруйновано п'яту частину історичного центру міста. Пожежа знищила знаменитий «Орган танцю смерті», на якому грали Дітріх Букстехуде і з великою імовірністю Йоганн Себастьян Бах.
ПІд час пожежі були знищені «Григоріанська меса» Бернта Нотке, монументальний «Танець смерті» (роботи Бернта Нотке, в 1701 р. замінений копією), різьба леттнера, «Вівтар трійці» Якоба ван Утрехта (раніше приписуваний Бернарту ван Орлею), та «Вхід Христа в Єрусалим» Фрідріха Овербека.
Дзвони, які під час пожежі впали й розбилися, були залишені як згадка про ці трагічні події, їхні уламки можна побачити у Поминальній капелі в південній вежі церкви.
Ще до закінчення війни над Марієнкірхе було споруджено тимчасовий дах. Відновлення церкви почалося 1947 року й тривало протягом 12 років. 1951 року під відновленим дахом церкви пройшло святкування 700-річного ювілею церкви. З цієї нагоди від федерального канцлера Конрада Аденауера церква отримала в подарунок новий головний дзвін, а також було освячено Поминальну капелу в південній вежі.